# Demografía de Aruba
La demografía de Aruba se refiere a los rasgos de su población, incluyendo densidad demográfica, identidad étnica, nivel de educación, salud de la población, estado económico, afiliaciones religiosas y otros aspectos de la población. Con una población de 107.635 (est. 2012), Aruba se encuentra en el puesto 190º entre los países por población.

## Historia
La población de Aruba proviene de diversos orígenes, una diversidad que es resultado de su historia.
Con un suelo pobre y árido, Aruba nunca tuvo una economía de plantación como otras islas del mar Caribe ni fue un centro para la trata de esclavos. En 1515, los españoles trasladaron la mayor parte de la población a la isla La Española para que trabajara en las minas de cobre y solo se les permitió volver cuando las minas se agotaron. Los neerlandeses tomaron el control de la isla un año después y dejaron que los arahuacos (los caquetíos) pastaran ganado y utilizaron la isla como una fuente de alimento de otras posesiones neerlandesas en el Caribe. 
La herencia arahuaca es más fuerte en Aruba que en otras islas caribeñas. Ningún grupo completamente aborigen se ha conservado, pero los rasgos de los isleños indican su herencia genética. La mayoría de la población de Aruba es mestiza, descendiente de ancestros europeos (neerlandeses y españoles), arahuacos (caquetíos), y africanos. Además, también hay minorías importantes de venezolanos, colombianos, dominicanos, holandeses, haitianos, surinameses, peruanos y chinos.Más de 90 nacionalidades viven en la isla.

## Pirámide de población

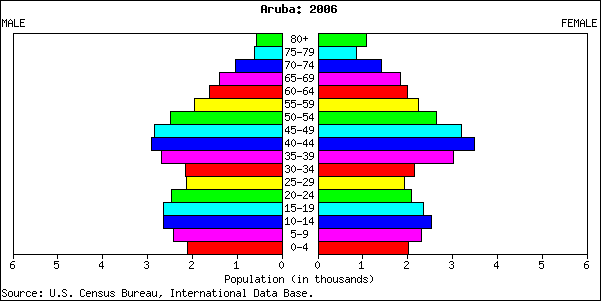
Histograma con la pirámide de población de Aruba, con datos de la Oficina del Censo de los Estados Unidos (2006).

En 2011, la edad media de la población de Aruba era 38,2 años: una media de 36,4 para los hombres y 40 años para las mujeres.
El 47% del total de la población se encuentra en un área urbana. La ciudad más poblada es la capital Oranjestad con 33.000 habitantes en 2009.
Con respecto a la inmigración, Aruba tiene una tasa de 9,29 inmigrantes por cada 1000 personas (est. 2012), lo que la coloca en el 12º lugar en el mundo.

## Idiomas
Las dos lenguas oficiales son el neerlandés (empleado por el 5,8% de la población) y la lengua predominante y nacional el papiamento, con un 66,3% de la población total. Esta lengua criolla se formó principalmente en el siglo XVI, bajo la influencia del Idioma portugués y varias otras lenguas. El español (12,6%) y el inglés (7,7%) también son hablados ampliamente. Los isleños a menudo pueden hablar cuatro o más lenguas.

## Religión
La población de Aruba es predominantemente católica (80,8% de la población). El 7,8% de la población profesa alguna denominación cristiana protestante (evangelista, 4,1%; metodista, 1,2%; Testigos de Jehová, 1,5%; otras denominaciones, 2,5%).
| Religión                        | Porcentaje |
| ------------------------------- | ---------- |
| Catolicismo                     | 80,8%      |
| Evangelismo                     | 4,1%       |
| Metodismo                       | 1,2%       |
| Testigos de Jehová              | 1,5%       |
| Otras denominaciones cristianas | 2,5%       |
| Judaísmo                        | 0,2%       |
| Otras religiones                | 5,1%       |
| Ateos o religión desconocida    | 4,6%       |